# The Legend of Zelda: Hyrule Historia
The Legend of Zelda: Hyrule Historia (ハイラル・ヒストリア ゼルダの伝説 大全, Hairaru Hisutoria Zeruda no Densetsu taizen) é um livro de colecionador sobre a série The Legend of Zelda da Nintendo. O livro de 276 páginas revela a linha do tempo oficial dos eventos da série, depois de anos de especulação por fãs. O livro também inclui arte dos jogos, um curto mangá, e um prefácio e um posfácio pelos produtores da série.

## Conteúdo

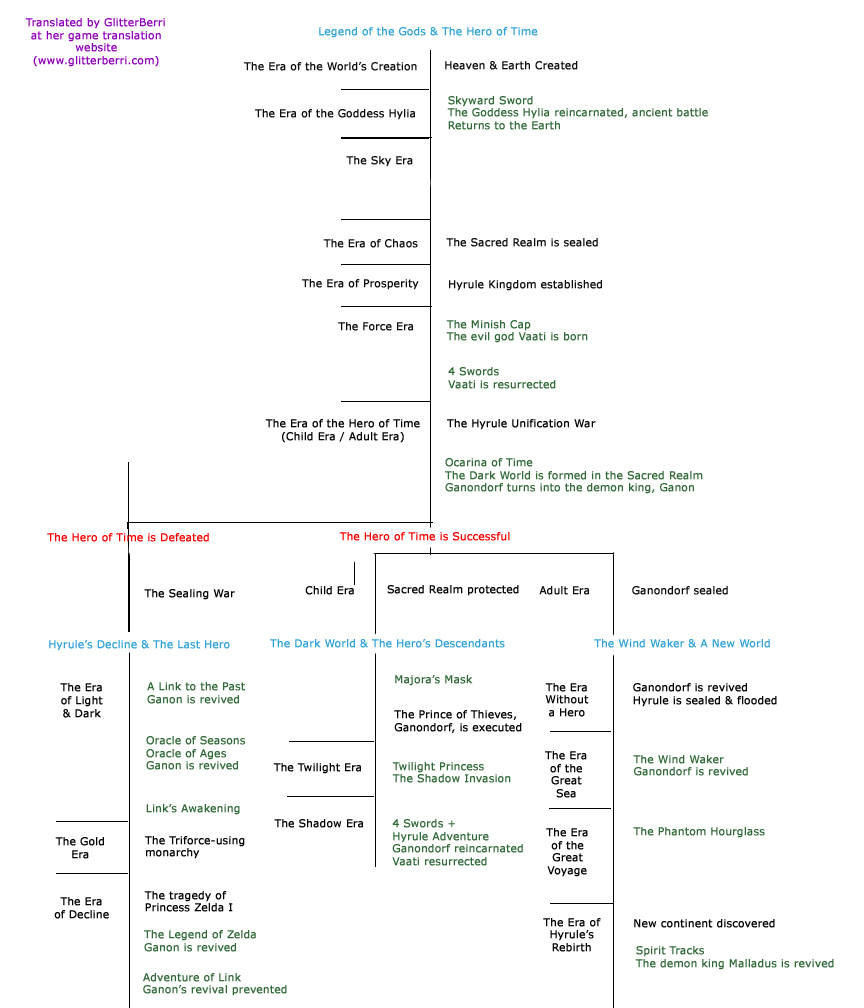
Timeline

O livro inclui três grandes seções: "The Legend Begins: The World of Skyward Sword" (lit. "A Lenda Começa: O Mundo de Skyward Sword"), "The History of Hyrule: A Chronology" (lit. "A História de Hyrule: Uma Cronologia") e "Creative Footprints: Documenting 25 Years of Artwork" (lit. "Pegadas Criativas: Documentando 25 Anos de Arte"). Além destas três seções, o livro inclui um prefácio do criados da série Shigeru Miyamoto, bem como um posfácio de Eiji Aonuma, produtor dos jogos recentes da série. Ele também inclui uma arte criada para o aniversário de 25 anos da série (e a capa original da edição em inglês). Informações sobre mercadorias comemorativas também foram incluídas. O jogo inclui um mangá em suas últimas páginas como uma "história em quadrinhos especial." Este foi escrito por Akira Himekawa, que criou outros mangás para a série. O mangá se passa antes dos eventos de Skyward Sword.
A primeira seção, "The Legend Begins: The World of Skyward Sword", foca no mundo de The Legend of Zelda: Skyward Sword graças ao jogo ser lançado simultaneamente com o jogo no Japão. Imagens e comentários também foram incluídos. A seção explora o processo de desenvolvimento do jogo.
A seção intitulada "The History of Hyrule: A Chronology" estabelece a linha do tempo oficial dos eventos fictícios que se passam na série, depois de anos de especulação pelos fãs. A cronologia incluída em Hyrule Historia não é exaustivamente detalhada e deixa algum espaço para especulação e adição de futuros jogos.
A última grande seção, "Creative Footprints: Documenting 25 Years of Artwork", foca na arte, retratando monstros e personagens. Tanto artes conceituais quanto artes finais são incluídas. Algumas das artes não haviam sido reveladas ao público antes do lançamento do livro. Uma lista de todos os jogos oficiais da série foi incluída no fim desta seção. Spin-offs não foram mencionados, mas The Legend of Zelda: Collector's Edition, The Legend of Zelda: Ocarina of Time Master Quest, os jogos de Zelda para Satellaview e Link's Crossbow Training foram nomeados.